# Echenais quinquemaculata
Echenais quinquemaculata är en fjärilsart som beskrevs av Mengel 1913. Echenais quinquemaculata ingår i släktet Echenais och familjen Riodinidae. Inga underarter finns listade i Catalogue of Life.